# La Calera (Colômbia)
La Calera é um município da Colômbia, localizado na província Guavio, departamento de Cundinamarca.